# Odoniani
Gli Odoniani, in tedesco Udonen, erano una nobile famiglia tedesca, che governava sia la contea di Stade che la Nordmark dal IX al XII secolo. Il primo membro formale di questa famiglia fu Enrico I il Calvo, che prese posto a Harsefeld, parte del ducato di Franconia, dove costruì un castello nel 965. Era il nipote del primo conte di Stade, Lotario I, che fu ucciso dalla grande armata danese nella battaglia della landa di Luneburgo, e fu riconosciuto come uno dei martiri di Ebsdorf dalla Chiesa cattolica.
Il nipote di Enrico, Lotario Udo I, fu margravio della Nordmark nel 1056. A causa della rivolta slava del 983, la marca del Nord nel 1056 fu limitata all'attuale Altmark, a ovest del Medio Elba. Dopo che gli slavi furono espulsi e la marca includeva il Basso Elba, era noto come comitatus marchionis Udonis (la contea del margravio Udo).
Nel 1060 l'imperatore Enrico IV di Franconia cercò di allargare i confini dell'impero e che includeva la contea di Stade. Gli Udonidi stabilirono ciò a favore dell'imperatore accettando di acquistare la contea dall'arcivescovado di Brema e governarono come vassalli dell'imperatore come principi imperiali. Ciò continuò fino alla morte o alla deposizione dei fratelli Udo IV, Rodolfo II e Arduico (Hartwig), che pose fine alla linea maschile degli Odoniani. Alberto l'Orso, duca di Sassonia, assunse il potere sul margraviato della marca del Nord mentre il suo successore alla carica ducale, Enrico il Leone, governò la contea di Stade dal 1145 fino a quando fu estromesso dalla carica dall'imperatore Federico Barbarossa. La contea di Stade passò quindi sotto il controllo diretto degli arcivescovi di Brema, mentre la Nordmark passò al margraviato di Brandeburgo.
La più affidabile delle storie della famiglia è fornita da Tietmaro di Merseburgo, figlio di Cunigonda di Stade, figlia di Enrico I di Stade, e suo marito Sigfrido I il Vecchio, conte di Walbeck. Tietmaro ebbe due bisnonni, Lotario I di Walbeck e Lotario II di Stade, che morirono nella battaglia di Lenzen nel 929.
La prima menzione degli Odoniani è nelle annotazioni di un'edizione commemorativa del codice Ragyndrudis associato a San Bonifacio. Le ultime annotazioni del codice raccontano un conte Enrico il Calvo e suo figlio Enrico II il Buono. Il racconto menziona la seconda moglie di Enrico il Calvo, Ildegarda, e la loro figlia dallo stesso nome che sposò Bernardo I, duca di Sassonia della dinastia dei Billunghi.
Tietmaro afferma che suo nonno Enrico I era imparentato con l'imperatore Ottone I, sebbene questa relazione non sia stata dimostrata.
La famiglia vide affievolirsi il proprio potere negli anni successivi alla morte di Lotario nella battaglia di Lenzen nel 929, con la presenza di Wichmann il Vecchio e dei suoi figli, ma il loro comportamento criminale portò presto al ritorno degli Odoniani. Con l'eccezione del non dinastico Federico, la famiglia governò la contea e la Nordmark fino alla metà del XII secolo.

## Alberto genealogico
|                                                                     |                                                                     |                                                                     |                                                                     |                                                                     |                                                                     |                                            |                                            |                                                              |                                                              |                                                              |                                                              |                                                              |                                                              |                                          |                                          | Carolingi                                                        |                                                                  |                                                                  |                                                                  |                                                                  |                                                                  |                       |                       |                                                             |                                                             |                                                             |                                                             |                                                             |                                                             |                                             |                                             |                                                                          |                                                                          |                                                                          |                                                                          |                                                                          |                                                                          |                                                                  |                                                                  |                                                                  |                                                                  |                                                              |                                                              |                                                              |                                                              |                                               |                                               | | | | | | |                                         |                                         |                                            |                                            |                                            |                                            |                                            |                                            |                                    |                                    |                                                                                     |                                                                                     |                                                                                     |                                                                                     |                                                                                     |                                                                                     |                                           |                                           |                                                                 |                                                                 |                                                                 |                                                                 |                                                                 |                                                                 |                                                            |                                                            |                                                 |                                                 |                                                                                         |                                                                                         |                                                                                         |                                                                                         |                                                                                         |                                                                                         |              |              |                                       |                                       |                                       |                                       |                                                                  |                                                                  |                                                                  |                                                                  |                                                                  |                                                                  |                                                             |                                                             |                                                             |                                                             |
|                                                                     |                                                                     |                                                                     |                                                                     |                                                                     |                                                                     |                                            |                                            |                                                              |                                                              |                                                              |                                                              |                                                              |                                                              |                                          |                                          |                                                                  |                                                                  |                                                                  |                                                                  |                                                                  |                                                                  |                       |                       |                                                             |                                                             |                                                             |                                                             |                                                             |                                                             |                                             |                                             |                                                                          |                                                                          |                                                                          |                                                                          |                                                                          |                                                                          |                                                                  |                                                                  |                                                                  |                                                                  |                                                              |                                                              |                                                              |                                                              |                                               |                                               | | | | | | |                                         |                                         |                                            |                                            |                                            |                                            |                                            |                                            |                                    |                                    |                                                                                     |                                                                                     |                                                                                     |                                                                                     |                                                                                     |                                                                                     |                                           |                                           |                                                                 |                                                                 |                                                                 |                                                                 |                                                                 |                                                                 |                                                            |                                                            |                                                 |                                                 |                                                                                         |                                                                                         |                                                                                         |                                                                                         |                                                                                         |                                                                                         |              |              |                                       |                                       |                                       |                                       |                                                                  |                                                                  |                                                                  |                                                                  |                                                                  |                                                                  |                                                             |                                                             |                                                             |                                                             |
|                                                                     |                                                                     |                                                                     |                                                                     |                                                                     |                                                                     |                                            |                                            | Corradinidi                                                  | Corradinidi                                                  | Corradinidi                                                  | Corradinidi                                                  | Corradinidi                                                  | Corradinidi                                                  |                                          |                                          | Erberto I di Vermandois († 6 novembre 907)                       | Erberto I di Vermandois († 6 novembre 907)                       | Erberto I di Vermandois († 6 novembre 907)                       | Erberto I di Vermandois († 6 novembre 907)                       | Erberto I di Vermandois († 6 novembre 907)                       | Erberto I di Vermandois († 6 novembre 907)                       |                       |                       |                                                             |                                                             |                                                             |                                                             | Lotario I conte di Stade († 2 febbraio 880)                 | Lotario I conte di Stade († 2 febbraio 880)                 | Lotario I conte di Stade († 2 febbraio 880) | Lotario I conte di Stade († 2 febbraio 880) | Lotario I conte di Stade († 2 febbraio 880)                              | Lotario I conte di Stade († 2 febbraio 880)                              |                                                                          |                                                                          | Oda di Sassonia                                                          | Oda di Sassonia                                                          | Oda di Sassonia                                                  | Oda di Sassonia                                                  | Oda di Sassonia                                                  | Oda di Sassonia                                                  |                                                              |                                                              |                                                              |                                                              |                                               |                                               | | | | | | |                                         |                                         |                                            |                                            |                                            |                                            |                                            |                                            |                                    |                                    |                                                                                     |                                                                                     |                                                                                     |                                                                                     |                                                                                     |                                                                                     |                                           |                                           |                                                                 |                                                                 |                                                                 |                                                                 |                                                                 |                                                                 |                                                            |                                                            |                                                 |                                                 |                                                                                         |                                                                                         |                                                                                         |                                                                                         |                                                                                         |                                                                                         |              |              |                                       |                                       |                                       |                                       |                                                                  |                                                                  |                                                                  |                                                                  |                                                                  |                                                                  |                                                             |                                                             |                                                             |                                                             |
|                                                                     |                                                                     |                                                                     |                                                                     |                                                                     |                                                                     |                                            |                                            | Corradinidi                                                  | Corradinidi                                                  | Corradinidi                                                  | Corradinidi                                                  | Corradinidi                                                  | Corradinidi                                                  |                                          |                                          | Erberto I di Vermandois († 6 novembre 907)                       | Erberto I di Vermandois († 6 novembre 907)                       | Erberto I di Vermandois († 6 novembre 907)                       | Erberto I di Vermandois († 6 novembre 907)                       | Erberto I di Vermandois († 6 novembre 907)                       | Erberto I di Vermandois († 6 novembre 907)                       |                       |                       |                                                             |                                                             |                                                             |                                                             | Lotario I conte di Stade († 2 febbraio 880)                 | Lotario I conte di Stade († 2 febbraio 880)                 | Lotario I conte di Stade († 2 febbraio 880) | Lotario I conte di Stade († 2 febbraio 880) | Lotario I conte di Stade († 2 febbraio 880)                              | Lotario I conte di Stade († 2 febbraio 880)                              |                                                                          |                                                                          | Oda di Sassonia                                                          | Oda di Sassonia                                                          | Oda di Sassonia                                                  | Oda di Sassonia                                                  | Oda di Sassonia                                                  | Oda di Sassonia                                                  |                                                              |                                                              |                                                              |                                                              |                                               |                                               | | | | | | |                                         |                                         |                                            |                                            |                                            |                                            |                                            |                                            |                                    |                                    |                                                                                     |                                                                                     |                                                                                     |                                                                                     |                                                                                     |                                                                                     |                                           |                                           |                                                                 |                                                                 |                                                                 |                                                                 |                                                                 |                                                                 |                                                            |                                                            |                                                 |                                                 |                                                                                         |                                                                                         |                                                                                         |                                                                                         |                                                                                         |                                                                                         |              |              |                                       |                                       |                                       |                                       |                                                                  |                                                                  |                                                                  |                                                                  |                                                                  |                                                                  |                                                             |                                                             |                                                             |                                                             |
|                                                                     |                                                                     |                                                                     |                                                                     |                                                                     |                                                                     |                                            |                                            |                                                              |                                                              |                                                              |                                                              |                                                              |                                                              |                                          |                                          |                                                                  |                                                                  |                                                                  |                                                                  |                                                                  |                                                                  |                       |                       |                                                             |                                                             |                                                             |                                                             |                                                             |                                                             |                                             |                                             |                                                                          |                                                                          |                                                                          |                                                                          |                                                                          |                                                                          |                                                                  |                                                                  |                                                                  |                                                                  |                                                              |                                                              |                                                              |                                                              |                                               |                                               | | | | | | |                                         |                                         |                                            |                                            |                                            |                                            |                                            |                                            |                                    |                                    |                                                                                     |                                                                                     |                                                                                     |                                                                                     |                                                                                     |                                                                                     |                                           |                                           |                                                                 |                                                                 |                                                                 |                                                                 |                                                                 |                                                                 |                                                            |                                                            |                                                 |                                                 |                                                                                         |                                                                                         |                                                                                         |                                                                                         |                                                                                         |                                                                                         |              |              |                                       |                                       |                                       |                                       |                                                                  |                                                                  |                                                                  |                                                                  |                                                                  |                                                                  |                                                             |                                                             |                                                             |                                                             |
|                                                                     |                                                                     |                                                                     |                                                                     |                                                                     |                                                                     |                                            |                                            | Odo di Wetterau († 2 dicembre 949)                           | Odo di Wetterau († 2 dicembre 949)                           | Odo di Wetterau († 2 dicembre 949)                           | Odo di Wetterau († 2 dicembre 949)                           | Odo di Wetterau († 2 dicembre 949)                           | Odo di Wetterau († 2 dicembre 949)                           |                                          |                                          | Cunegonda nome non certo                                         | Cunegonda nome non certo                                         | Cunegonda nome non certo                                         | Cunegonda nome non certo                                         | Cunegonda nome non certo                                         | Cunegonda nome non certo                                         |                       |                       |                                                             |                                                             |                                                             |                                                             |                                                             |                                                             |                                             |                                             | Lotario II conte di Stade († 929)                                        | Lotario II conte di Stade († 929)                                        | Lotario II conte di Stade († 929)                                        | Lotario II conte di Stade († 929)                                        | Lotario II conte di Stade († 929)                                        | Lotario II conte di Stade († 929)                                        |                                                                  |                                                                  | Swanhilde di Sassonia                                            | Swanhilde di Sassonia                                            | Swanhilde di Sassonia                                        | Swanhilde di Sassonia                                        | Swanhilde di Sassonia                                        | Swanhilde di Sassonia                                        |                                               |                                               | | | | | | |                                         |                                         |                                            |                                            |                                            |                                            |                                            |                                            |                                    |                                    |                                                                                     |                                                                                     |                                                                                     |                                                                                     |                                                                                     |                                                                                     |                                           |                                           |                                                                 |                                                                 |                                                                 |                                                                 |                                                                 |                                                                 |                                                            |                                                            |                                                 |                                                 |                                                                                         |                                                                                         |                                                                                         |                                                                                         |                                                                                         |                                                                                         |              |              |                                       |                                       |                                       |                                       |                                                                  |                                                                  |                                                                  |                                                                  |                                                                  |                                                                  |                                                             |                                                             |                                                             |                                                             |
|                                                                     |                                                                     |                                                                     |                                                                     |                                                                     |                                                                     |                                            |                                            | Odo di Wetterau († 2 dicembre 949)                           | Odo di Wetterau († 2 dicembre 949)                           | Odo di Wetterau († 2 dicembre 949)                           | Odo di Wetterau († 2 dicembre 949)                           | Odo di Wetterau († 2 dicembre 949)                           | Odo di Wetterau († 2 dicembre 949)                           |                                          |                                          | Cunegonda nome non certo                                         | Cunegonda nome non certo                                         | Cunegonda nome non certo                                         | Cunegonda nome non certo                                         | Cunegonda nome non certo                                         | Cunegonda nome non certo                                         |                       |                       |                                                             |                                                             |                                                             |                                                             |                                                             |                                                             |                                             |                                             | Lotario II conte di Stade († 929)                                        | Lotario II conte di Stade († 929)                                        | Lotario II conte di Stade († 929)                                        | Lotario II conte di Stade († 929)                                        | Lotario II conte di Stade († 929)                                        | Lotario II conte di Stade († 929)                                        |                                                                  |                                                                  | Swanhilde di Sassonia                                            | Swanhilde di Sassonia                                            | Swanhilde di Sassonia                                        | Swanhilde di Sassonia                                        | Swanhilde di Sassonia                                        | Swanhilde di Sassonia                                        |                                               |                                               | | | | | | |                                         |                                         |                                            |                                            |                                            |                                            |                                            |                                            |                                    |                                    |                                                                                     |                                                                                     |                                                                                     |                                                                                     |                                                                                     |                                                                                     |                                           |                                           |                                                                 |                                                                 |                                                                 |                                                                 |                                                                 |                                                                 |                                                            |                                                            |                                                 |                                                 |                                                                                         |                                                                                         |                                                                                         |                                                                                         |                                                                                         |                                                                                         |              |              |                                       |                                       |                                       |                                       |                                                                  |                                                                  |                                                                  |                                                                  |                                                                  |                                                                  |                                                             |                                                             |                                                             |                                                             |
|                                                                     |                                                                     |                                                                     |                                                                     |                                                                     |                                                                     |                                            |                                            |                                                              |                                                              |                                                              |                                                              |                                                              |                                                              |                                          |                                          |                                                                  |                                                                  |                                                                  |                                                                  |                                                                  |                                                                  |                       |                       |                                                             |                                                             |                                                             |                                                             |                                                             |                                                             |                                             |                                             |                                                                          |                                                                          |                                                                          |                                                                          |                                                                          |                                                                          |                                                                  |                                                                  |                                                                  |                                                                  |                                                              |                                                              |                                                              |                                                              |                                               |                                               | | | | | | |                                         |                                         |                                            |                                            |                                            |                                            |                                            |                                            |                                    |                                    |                                                                                     |                                                                                     |                                                                                     |                                                                                     |                                                                                     |                                                                                     |                                           |                                           |                                                                 |                                                                 |                                                                 |                                                                 |                                                                 |                                                                 |                                                            |                                                            |                                                 |                                                 |                                                                                         |                                                                                         |                                                                                         |                                                                                         |                                                                                         |                                                                                         |              |              |                                       |                                       |                                       |                                       |                                                                  |                                                                  |                                                                  |                                                                  |                                                                  |                                                                  |                                                             |                                                             |                                                             |                                                             |
|                                                                     |                                                                     |                                                                     |                                                                     |                                                                     |                                                                     |                                            |                                            |                                                              |                                                              |                                                              |                                                              |                                                              |                                                              |                                          |                                          |                                                                  |                                                                  |                                                                  |                                                                  |                                                                  |                                                                  |                       |                       |                                                             |                                                             |                                                             |                                                             |                                                             |                                                             |                                             |                                             |                                                                          |                                                                          |                                                                          |                                                                          |                                                                          |                                                                          |                                                                  |                                                                  |                                                                  |                                                                  |                                                              |                                                              |                                                              |                                                              |                                               |                                               | | | | | | |                                         |                                         |                                            |                                            |                                            |                                            |                                            |                                            |                                    |                                    |                                                                                     |                                                                                     |                                                                                     |                                                                                     |                                                                                     |                                                                                     |                                           |                                           |                                                                 |                                                                 |                                                                 |                                                                 |                                                                 |                                                                 |                                                            |                                                            |                                                 |                                                 |                                                                                         |                                                                                         |                                                                                         |                                                                                         |                                                                                         |                                                                                         |              |              |                                       |                                       |                                       |                                       |                                                                  |                                                                  |                                                                  |                                                                  |                                                                  |                                                                  |                                                             |                                                             |                                                             |                                                             |
|                                                                     |                                                                     |                                                                     |                                                                     | Corrado I duca di Svevia († 20 agosto 997)                          | Corrado I duca di Svevia († 20 agosto 997)                          | Corrado I duca di Svevia († 20 agosto 997) | Corrado I duca di Svevia († 20 agosto 997) | Corrado I duca di Svevia († 20 agosto 997)                   | Corrado I duca di Svevia († 20 agosto 997)                   |                                                              |                                                              | altri figli tra cui Eriberto di Wetterau                     | altri figli tra cui Eriberto di Wetterau                     | altri figli tra cui Eriberto di Wetterau | altri figli tra cui Eriberto di Wetterau | altri figli tra cui Eriberto di Wetterau                         | altri figli tra cui Eriberto di Wetterau                         |                                                                  |                                                                  |                                                                  |                                                                  |                       |                       | Giuditta di Wetterau († 973)                                | Giuditta di Wetterau († 973)                                | Giuditta di Wetterau († 973)                                | Giuditta di Wetterau († 973)                                | Giuditta di Wetterau († 973)                                | Giuditta di Wetterau († 973)                                |                                             |                                             | Enrico I il Calvo conte di Stade († 11 maggio 976)                       | Enrico I il Calvo conte di Stade († 11 maggio 976)                       | Enrico I il Calvo conte di Stade († 11 maggio 976)                       | Enrico I il Calvo conte di Stade († 11 maggio 976)                       | Enrico I il Calvo conte di Stade († 11 maggio 976)                       | Enrico I il Calvo conte di Stade († 11 maggio 976)                       |                                                                  |                                                                  | Ildegarda                                                        | Ildegarda                                                        | Ildegarda                                                    | Ildegarda                                                    | Ildegarda                                                    | Ildegarda                                                    |                                               |                                               | | | Gerberga                                                                                                  | Gerberga                                                                                                  | Gerberga                                                                                                  | Gerberga                                                                                                  | Gerberga                                | Gerberga                                |                                            |                                            |                                            |                                            | Sigfrido I conte di Stade                  | Sigfrido I conte di Stade                  | Sigfrido I conte di Stade          | Sigfrido I conte di Stade          | Sigfrido I conte di Stade                                                           | Sigfrido I conte di Stade                                                           |                                                                                     |                                                                                     |                                                                                     |                                                                                     |                                           |                                           |                                                                 |                                                                 |                                                                 |                                                                 |                                                                 |                                                                 |                                                            |                                                            |                                                 |                                                 |                                                                                         |                                                                                         |                                                                                         |                                                                                         |                                                                                         |                                                                                         |              |              |                                       |                                       |                                       |                                       |                                                                  |                                                                  |                                                                  |                                                                  |                                                                  |                                                                  |                                                             |                                                             |                                                             |                                                             |
|                                                                     |                                                                     |                                                                     |                                                                     | Corrado I duca di Svevia († 20 agosto 997)                          | Corrado I duca di Svevia († 20 agosto 997)                          | Corrado I duca di Svevia († 20 agosto 997) | Corrado I duca di Svevia († 20 agosto 997) | Corrado I duca di Svevia († 20 agosto 997)                   | Corrado I duca di Svevia († 20 agosto 997)                   |                                                              |                                                              | altri figli tra cui Eriberto di Wetterau                     | altri figli tra cui Eriberto di Wetterau                     | altri figli tra cui Eriberto di Wetterau | altri figli tra cui Eriberto di Wetterau | altri figli tra cui Eriberto di Wetterau                         | altri figli tra cui Eriberto di Wetterau                         |                                                                  |                                                                  |                                                                  |                                                                  |                       |                       | Giuditta di Wetterau († 973)                                | Giuditta di Wetterau († 973)                                | Giuditta di Wetterau († 973)                                | Giuditta di Wetterau († 973)                                | Giuditta di Wetterau († 973)                                | Giuditta di Wetterau († 973)                                |                                             |                                             | Enrico I il Calvo conte di Stade († 11 maggio 976)                       | Enrico I il Calvo conte di Stade († 11 maggio 976)                       | Enrico I il Calvo conte di Stade († 11 maggio 976)                       | Enrico I il Calvo conte di Stade († 11 maggio 976)                       | Enrico I il Calvo conte di Stade († 11 maggio 976)                       | Enrico I il Calvo conte di Stade († 11 maggio 976)                       |                                                                  |                                                                  | Ildegarda                                                        | Ildegarda                                                        | Ildegarda                                                    | Ildegarda                                                    | Ildegarda                                                    | Ildegarda                                                    |                                               |                                               | | | Gerberga                                                                                                  | Gerberga                                                                                                  | Gerberga                                                                                                  | Gerberga                                                                                                  | Gerberga                                | Gerberga                                |                                            |                                            |                                            |                                            | Sigfrido I conte di Stade                  | Sigfrido I conte di Stade                  | Sigfrido I conte di Stade          | Sigfrido I conte di Stade          | Sigfrido I conte di Stade                                                           | Sigfrido I conte di Stade                                                           |                                                                                     |                                                                                     |                                                                                     |                                                                                     |                                           |                                           |                                                                 |                                                                 |                                                                 |                                                                 |                                                                 |                                                                 |                                                            |                                                            |                                                 |                                                 |                                                                                         |                                                                                         |                                                                                         |                                                                                         |                                                                                         |                                                                                         |              |              |                                       |                                       |                                       |                                       |                                                                  |                                                                  |                                                                  |                                                                  |                                                                  |                                                                  |                                                             |                                                             |                                                             |                                                             |
|                                                                     |                                                                     |                                                                     |                                                                     |                                                                     |                                                                     |                                            |                                            |                                                              |                                                              |                                                              |                                                              |                                                              |                                                              |                                          |                                          |                                                                  |                                                                  |                                                                  |                                                                  |                                                                  |                                                                  |                       |                       |                                                             |                                                             |                                                             |                                                             |                                                             |                                                             |                                             |                                             |                                                                          |                                                                          |                                                                          |                                                                          |                                                                          |                                                                          |                                                                  |                                                                  |                                                                  |                                                                  |                                                              |                                                              |                                                              |                                                              |                                               |                                               | | | | | | |                                         |                                         |                                            |                                            |                                            |                                            |                                            |                                            |                                    |                                    |                                                                                     |                                                                                     |                                                                                     |                                                                                     |                                                                                     |                                                                                     |                                           |                                           |                                                                 |                                                                 |                                                                 |                                                                 |                                                                 |                                                                 |                                                            |                                                            |                                                 |                                                 |                                                                                         |                                                                                         |                                                                                         |                                                                                         |                                                                                         |                                                                                         |              |              |                                       |                                       |                                       |                                       |                                                                  |                                                                  |                                                                  |                                                                  |                                                                  |                                                                  |                                                             |                                                             |                                                             |                                                             |
|                                                                     |                                                                     |                                                                     |                                                                     |                                                                     |                                                                     |                                            |                                            |                                                              |                                                              |                                                              |                                                              |                                                              |                                                              |                                          |                                          |                                                                  |                                                                  |                                                                  |                                                                  |                                                                  |                                                                  |                       |                       |                                                             |                                                             |                                                             |                                                             |                                                             |                                                             |                                             |                                             |                                                                          |                                                                          |                                                                          |                                                                          |                                                                          |                                                                          |                                                                  |                                                                  |                                                                  |                                                                  |                                                              |                                                              |                                                              |                                                              |                                               |                                               | | | | | | |                                         |                                         |                                            |                                            |                                            |                                            |                                            |                                            |                                    |                                    |                                                                                     |                                                                                     |                                                                                     |                                                                                     |                                                                                     |                                                                                     |                                           |                                           |                                                                 |                                                                 |                                                                 |                                                                 |                                                                 |                                                                 |                                                            |                                                            |                                                 |                                                 |                                                                                         |                                                                                         |                                                                                         |                                                                                         |                                                                                         |                                                                                         |              |              |                                       |                                       |                                       |                                       |                                                                  |                                                                  |                                                                  |                                                                  |                                                                  |                                                                  |                                                             |                                                             |                                                             |                                                             |
|                                                                     |                                                                     |                                                                     |                                                                     |                                                                     |                                                                     |                                            |                                            |                                                              |                                                              |                                                              |                                                              |                                                              |                                                              |                                          |                                          |                                                                  |                                                                  |                                                                  |                                                                  |                                                                  |                                                                  |                       |                       |                                                             |                                                             |                                                             |                                                             |                                                             |                                                             |                                             |                                             |                                                                          |                                                                          |                                                                          |                                                                          |                                                                          |                                                                          |                                                                  |                                                                  |                                                                  |                                                                  |                                                              |                                                              |                                                              |                                                              |                                               |                                               | | | | | | |                                         |                                         |                                            |                                            |                                            |                                            |                                            |                                            |                                    |                                    |                                                                                     |                                                                                     |                                                                                     |                                                                                     |                                                                                     |                                                                                     |                                           |                                           |                                                                 |                                                                 |                                                                 |                                                                 |                                                                 |                                                                 |                                                            |                                                            |                                                 |                                                 |                                                                                         |                                                                                         |                                                                                         |                                                                                         |                                                                                         |                                                                                         |              |              |                                       |                                       |                                       |                                       |                                                                  |                                                                  |                                                                  |                                                                  |                                                                  |                                                                  |                                                             |                                                             |                                                             |                                                             |
|                                                                     |                                                                     |                                                                     |                                                                     |                                                                     |                                                                     |                                            |                                            |                                                              |                                                              |                                                              |                                                              |                                                              |                                                              |                                          |                                          |                                                                  |                                                                  |                                                                  |                                                                  |                                                                  |                                                                  |                       |                       |                                                             |                                                             |                                                             |                                                             |                                                             |                                                             |                                             |                                             |                                                                          |                                                                          |                                                                          |                                                                          |                                                                          |                                                                          |                                                                  |                                                                  |                                                                  |                                                                  |                                                              |                                                              |                                                              |                                                              |                                               |                                               | | | | | | |                                         |                                         |                                            |                                            |                                            |                                            |                                            |                                            |                                    |                                    |                                                                                     |                                                                                     |                                                                                     |                                                                                     |                                                                                     |                                                                                     |                                           |                                           |                                                                 |                                                                 |                                                                 |                                                                 |                                                                 |                                                                 |                                                            |                                                            |                                                 |                                                 |                                                                                         |                                                                                         |                                                                                         |                                                                                         |                                                                                         |                                                                                         |              |              |                                       |                                       |                                       |                                       |                                                                  |                                                                  |                                                                  |                                                                  |                                                                  |                                                                  |                                                             |                                                             |                                                             |                                                             |
| Mechtild                                                            | Mechtild                                                            | Mechtild                                                            | Mechtild                                                            | Mechtild                                                            | Mechtild                                                            |                                            |                                            | Enrico II il Buono conte di Stade († 1016)                   | Enrico II il Buono conte di Stade († 1016)                   | Enrico II il Buono conte di Stade († 1016)                   | Enrico II il Buono conte di Stade († 1016)                   | Enrico II il Buono conte di Stade († 1016)                   | Enrico II il Buono conte di Stade († 1016)                   |                                          |                                          | Lotario Udo I di Stade conte di Stade († 994)                    | Lotario Udo I di Stade conte di Stade († 994)                    | Lotario Udo I di Stade conte di Stade († 994)                    | Lotario Udo I di Stade conte di Stade († 994)                    | Lotario Udo I di Stade conte di Stade († 994)                    | Lotario Udo I di Stade conte di Stade († 994)                    |                       |                       | Emnilde suora                                               | Emnilde suora                                               | Emnilde suora                                               | Emnilde suora                                               | Emnilde suora                                               | Emnilde suora                                               |                                             |                                             | Sigfrido II conte di Stade († 1037)                                      | Sigfrido II conte di Stade († 1037)                                      | Sigfrido II conte di Stade († 1037)                                      | Sigfrido II conte di Stade († 1037)                                      | Sigfrido II conte di Stade († 1037)                                      | Sigfrido II conte di Stade († 1037)                                      |                                                                  |                                                                  | Adela († 982)                                                    | Adela († 982)                                                    | Adela († 982)                                                | Adela († 982)                                                | Adela († 982)                                                | Adela († 982)                                                |                                               |                                               | Hatui badessa di Hesslingen                                                                               | Hatui badessa di Hesslingen                                                                               | Hatui badessa di Hesslingen                                                                               | Hatui badessa di Hesslingen                                                                               | Hatui badessa di Hesslingen                                                                               | Hatui badessa di Hesslingen                                                                               |                                         |                                         |                                            |                                            | Gerburga († 1000)                          | Gerburga († 1000)                          | Gerburga († 1000)                          | Gerburga († 1000)                          | Gerburga († 1000)                  | Gerburga († 1000)                  |                                                                                     |                                                                                     | Teodorico I di Querfurt conte di Querfurt                                           | Teodorico I di Querfurt conte di Querfurt                                           | Teodorico I di Querfurt conte di Querfurt                                           | Teodorico I di Querfurt conte di Querfurt                                           | Teodorico I di Querfurt conte di Querfurt | Teodorico I di Querfurt conte di Querfurt |                                                                 |                                                                 | Cunigonda di Stade († 997) madre di Tietmaro di Merseburgo      | Cunigonda di Stade († 997) madre di Tietmaro di Merseburgo      | Cunigonda di Stade († 997) madre di Tietmaro di Merseburgo      | Cunigonda di Stade († 997) madre di Tietmaro di Merseburgo      | Cunigonda di Stade († 997) madre di Tietmaro di Merseburgo | Cunigonda di Stade († 997) madre di Tietmaro di Merseburgo |                                                 |                                                 | Sigfrido I il Vecchio conte di Walbeck († 15 marzo 990) padre di Tietmaro di Merseburgo | Sigfrido I il Vecchio conte di Walbeck († 15 marzo 990) padre di Tietmaro di Merseburgo | Sigfrido I il Vecchio conte di Walbeck († 15 marzo 990) padre di Tietmaro di Merseburgo | Sigfrido I il Vecchio conte di Walbeck († 15 marzo 990) padre di Tietmaro di Merseburgo | Sigfrido I il Vecchio conte di Walbeck († 15 marzo 990) padre di Tietmaro di Merseburgo | Sigfrido I il Vecchio conte di Walbeck († 15 marzo 990) padre di Tietmaro di Merseburgo |              |              | Ildegarda di Stade († 3 ottobre 1011) | Ildegarda di Stade († 3 ottobre 1011) | Ildegarda di Stade († 3 ottobre 1011) | Ildegarda di Stade († 3 ottobre 1011) | Ildegarda di Stade († 3 ottobre 1011)                            | Ildegarda di Stade († 3 ottobre 1011)                            |                                                                  |                                                                  | Bernardo I di Sassonia duca di Sassonia († 9 febbraio 1011)      | Bernardo I di Sassonia duca di Sassonia († 9 febbraio 1011)      | Bernardo I di Sassonia duca di Sassonia († 9 febbraio 1011) | Bernardo I di Sassonia duca di Sassonia († 9 febbraio 1011) | Bernardo I di Sassonia duca di Sassonia († 9 febbraio 1011) | Bernardo I di Sassonia duca di Sassonia († 9 febbraio 1011) |
| Mechtild                                                            | Mechtild                                                            | Mechtild                                                            | Mechtild                                                            | Mechtild                                                            | Mechtild                                                            |                                            |                                            | Enrico II il Buono conte di Stade († 1016)                   | Enrico II il Buono conte di Stade († 1016)                   | Enrico II il Buono conte di Stade († 1016)                   | Enrico II il Buono conte di Stade († 1016)                   | Enrico II il Buono conte di Stade († 1016)                   | Enrico II il Buono conte di Stade († 1016)                   |                                          |                                          | Lotario Udo I di Stade conte di Stade († 994)                    | Lotario Udo I di Stade conte di Stade († 994)                    | Lotario Udo I di Stade conte di Stade († 994)                    | Lotario Udo I di Stade conte di Stade († 994)                    | Lotario Udo I di Stade conte di Stade († 994)                    | Lotario Udo I di Stade conte di Stade († 994)                    |                       |                       | Emnilde suora                                               | Emnilde suora                                               | Emnilde suora                                               | Emnilde suora                                               | Emnilde suora                                               | Emnilde suora                                               |                                             |                                             | Sigfrido II conte di Stade († 1037)                                      | Sigfrido II conte di Stade († 1037)                                      | Sigfrido II conte di Stade († 1037)                                      | Sigfrido II conte di Stade († 1037)                                      | Sigfrido II conte di Stade († 1037)                                      | Sigfrido II conte di Stade († 1037)                                      |                                                                  |                                                                  | Adela († 982)                                                    | Adela († 982)                                                    | Adela († 982)                                                | Adela († 982)                                                | Adela († 982)                                                | Adela († 982)                                                |                                               |                                               | Hatui badessa di Hesslingen                                                                               | Hatui badessa di Hesslingen                                                                               | Hatui badessa di Hesslingen                                                                               | Hatui badessa di Hesslingen                                                                               | Hatui badessa di Hesslingen                                                                               | Hatui badessa di Hesslingen                                                                               |                                         |                                         |                                            |                                            | Gerburga († 1000)                          | Gerburga († 1000)                          | Gerburga († 1000)                          | Gerburga († 1000)                          | Gerburga († 1000)                  | Gerburga († 1000)                  |                                                                                     |                                                                                     | Teodorico I di Querfurt conte di Querfurt                                           | Teodorico I di Querfurt conte di Querfurt                                           | Teodorico I di Querfurt conte di Querfurt                                           | Teodorico I di Querfurt conte di Querfurt                                           | Teodorico I di Querfurt conte di Querfurt | Teodorico I di Querfurt conte di Querfurt |                                                                 |                                                                 | Cunigonda di Stade († 997) madre di Tietmaro di Merseburgo      | Cunigonda di Stade († 997) madre di Tietmaro di Merseburgo      | Cunigonda di Stade († 997) madre di Tietmaro di Merseburgo      | Cunigonda di Stade († 997) madre di Tietmaro di Merseburgo      | Cunigonda di Stade († 997) madre di Tietmaro di Merseburgo | Cunigonda di Stade († 997) madre di Tietmaro di Merseburgo |                                                 |                                                 | Sigfrido I il Vecchio conte di Walbeck († 15 marzo 990) padre di Tietmaro di Merseburgo | Sigfrido I il Vecchio conte di Walbeck († 15 marzo 990) padre di Tietmaro di Merseburgo | Sigfrido I il Vecchio conte di Walbeck († 15 marzo 990) padre di Tietmaro di Merseburgo | Sigfrido I il Vecchio conte di Walbeck († 15 marzo 990) padre di Tietmaro di Merseburgo | Sigfrido I il Vecchio conte di Walbeck († 15 marzo 990) padre di Tietmaro di Merseburgo | Sigfrido I il Vecchio conte di Walbeck († 15 marzo 990) padre di Tietmaro di Merseburgo |              |              | Ildegarda di Stade († 3 ottobre 1011) | Ildegarda di Stade († 3 ottobre 1011) | Ildegarda di Stade († 3 ottobre 1011) | Ildegarda di Stade († 3 ottobre 1011) | Ildegarda di Stade († 3 ottobre 1011)                            | Ildegarda di Stade († 3 ottobre 1011)                            |                                                                  |                                                                  | Bernardo I di Sassonia duca di Sassonia († 9 febbraio 1011)      | Bernardo I di Sassonia duca di Sassonia († 9 febbraio 1011)      | Bernardo I di Sassonia duca di Sassonia († 9 febbraio 1011) | Bernardo I di Sassonia duca di Sassonia († 9 febbraio 1011) | Bernardo I di Sassonia duca di Sassonia († 9 febbraio 1011) | Bernardo I di Sassonia duca di Sassonia († 9 febbraio 1011) |
|                                                                     |                                                                     |                                                                     |                                                                     |                                                                     |                                                                     |                                            |                                            |                                                              |                                                              |                                                              |                                                              |                                                              |                                                              |                                          |                                          |                                                                  |                                                                  |                                                                  |                                                                  |                                                                  |                                                                  |                       |                       |                                                             |                                                             |                                                             |                                                             |                                                             |                                                             |                                             |                                             |                                                                          |                                                                          |                                                                          |                                                                          |                                                                          |                                                                          |                                                                  |                                                                  |                                                                  |                                                                  |                                                              |                                                              |                                                              |                                                              |                                               |                                               | | | | | | |                                         |                                         |                                            |                                            |                                            |                                            |                                            |                                            |                                    |                                    |                                                                                     |                                                                                     |                                                                                     |                                                                                     |                                                                                     |                                                                                     |                                           |                                           |                                                                 |                                                                 |                                                                 |                                                                 |                                                                 |                                                                 |                                                            |                                                            |                                                 |                                                 |                                                                                         |                                                                                         |                                                                                         |                                                                                         |                                                                                         |                                                                                         |              |              |                                       |                                       |                                       |                                       |                                                                  |                                                                  |                                                                  |                                                                  |                                                                  |                                                                  |                                                             |                                                             |                                                             |                                                             |
|                                                                     |                                                                     |                                                                     |                                                                     |                                                                     |                                                                     |                                            |                                            |                                                              |                                                              |                                                              |                                                              |                                                              |                                                              |                                          |                                          |                                                                  |                                                                  |                                                                  |                                                                  |                                                                  |                                                                  |                       |                       |                                                             |                                                             |                                                             |                                                             |                                                             |                                                             |                                             |                                             |                                                                          |                                                                          |                                                                          |                                                                          |                                                                          |                                                                          |                                                                  |                                                                  |                                                                  |                                                                  |                                                              |                                                              |                                                              |                                                              |                                               |                                               | | | | | | |                                         |                                         |                                            |                                            |                                            |                                            |                                            |                                            |                                    |                                    |                                                                                     |                                                                                     |                                                                                     |                                                                                     |                                                                                     |                                                                                     |                                           |                                           |                                                                 |                                                                 |                                                                 |                                                                 |                                                                 |                                                                 |                                                            |                                                            |                                                 |                                                 |                                                                                         |                                                                                         |                                                                                         |                                                                                         |                                                                                         |                                                                                         |              |              |                                       |                                       |                                       |                                       |                                                                  |                                                                  |                                                                  |                                                                  |                                                                  |                                                                  |                                                             |                                                             |                                                             |                                                             |
|                                                                     |                                                                     |                                                                     |                                                                     | Sigfrido III di Stade († 26 ottobre 994)                            | Sigfrido III di Stade († 26 ottobre 994)                            | Sigfrido III di Stade († 26 ottobre 994)   | Sigfrido III di Stade († 26 ottobre 994)   | Sigfrido III di Stade († 26 ottobre 994)                     | Sigfrido III di Stade († 26 ottobre 994)                     |                                                              |                                                              | Enrico III di Stade                                          | Enrico III di Stade                                          | Enrico III di Stade                      | Enrico III di Stade                      | Enrico III di Stade                                              | Enrico III di Stade                                              |                                                                  |                                                                  | Udo di Stade († 1040)                                            | Udo di Stade († 1040)                                            | Udo di Stade († 1040) | Udo di Stade († 1040) | Udo di Stade († 1040)                                       | Udo di Stade († 1040)                                       |                                                             |                                                             | Adelaide                                                    | Adelaide                                                    | Adelaide                                    | Adelaide                                    | Adelaide                                                                 | Adelaide                                                                 |                                                                          |                                                                          | Lotario Udo I margravio della marca del Nord († 7 novembre 1057)         | Lotario Udo I margravio della marca del Nord († 7 novembre 1057)         | Lotario Udo I margravio della marca del Nord († 7 novembre 1057) | Lotario Udo I margravio della marca del Nord († 7 novembre 1057) | Lotario Udo I margravio della marca del Nord († 7 novembre 1057) | Lotario Udo I margravio della marca del Nord († 7 novembre 1057) |                                                              |                                                              | Ida d'Elstorf dinastia dei Brunonidi († 1052)                | Ida d'Elstorf dinastia dei Brunonidi († 1052)                | Ida d'Elstorf dinastia dei Brunonidi († 1052) | Ida d'Elstorf dinastia dei Brunonidi († 1052) | Ida d'Elstorf dinastia dei Brunonidi († 1052)                                                             | Ida d'Elstorf dinastia dei Brunonidi († 1052)                                                             | | | Ermengarda di Stade badessa di Alsleben                                                                   | Ermengarda di Stade badessa di Alsleben                                                                   | Ermengarda di Stade badessa di Alsleben | Ermengarda di Stade badessa di Alsleben | Ermengarda di Stade badessa di Alsleben    | Ermengarda di Stade badessa di Alsleben    |                                            |                                            | Berta di Stade badessa di Alsleben         | Berta di Stade badessa di Alsleben         | Berta di Stade badessa di Alsleben | Berta di Stade badessa di Alsleben | Berta di Stade badessa di Alsleben                                                  | Berta di Stade badessa di Alsleben                                                  |                                                                                     |                                                                                     | Teodorico vescovo di Münster († 1022)                                               | Teodorico vescovo di Münster († 1022)                                               | Teodorico vescovo di Münster († 1022)     | Teodorico vescovo di Münster († 1022)     | Teodorico vescovo di Münster († 1022)                           | Teodorico vescovo di Münster († 1022)                           |                                                                 |                                                                 |                                                                 |                                                                 | Conti di Walbeck                                           | Conti di Walbeck                                           | Conti di Walbeck                                | Conti di Walbeck                                | Conti di Walbeck                                                                        | Conti di Walbeck                                                                        |                                                                                         |                                                                                         |                                                                                         |                                                                                         |              |              |                                       |                                       |                                       |                                       | Billunghi                                                        | Billunghi                                                        | Billunghi                                                        | Billunghi                                                        | Billunghi                                                        | Billunghi                                                        |                                                             |                                                             |                                                             |                                                             |
|                                                                     |                                                                     |                                                                     |                                                                     | Sigfrido III di Stade († 26 ottobre 994)                            | Sigfrido III di Stade († 26 ottobre 994)                            | Sigfrido III di Stade († 26 ottobre 994)   | Sigfrido III di Stade († 26 ottobre 994)   | Sigfrido III di Stade († 26 ottobre 994)                     | Sigfrido III di Stade († 26 ottobre 994)                     |                                                              |                                                              | Enrico III di Stade                                          | Enrico III di Stade                                          | Enrico III di Stade                      | Enrico III di Stade                      | Enrico III di Stade                                              | Enrico III di Stade                                              |                                                                  |                                                                  | Udo di Stade († 1040)                                            | Udo di Stade († 1040)                                            | Udo di Stade († 1040) | Udo di Stade († 1040) | Udo di Stade († 1040)                                       | Udo di Stade († 1040)                                       |                                                             |                                                             | Adelaide                                                    | Adelaide                                                    | Adelaide                                    | Adelaide                                    | Adelaide                                                                 | Adelaide                                                                 |                                                                          |                                                                          | Lotario Udo I margravio della marca del Nord († 7 novembre 1057)         | Lotario Udo I margravio della marca del Nord († 7 novembre 1057)         | Lotario Udo I margravio della marca del Nord († 7 novembre 1057) | Lotario Udo I margravio della marca del Nord († 7 novembre 1057) | Lotario Udo I margravio della marca del Nord († 7 novembre 1057) | Lotario Udo I margravio della marca del Nord († 7 novembre 1057) |                                                              |                                                              | Ida d'Elstorf dinastia dei Brunonidi († 1052)                | Ida d'Elstorf dinastia dei Brunonidi († 1052)                | Ida d'Elstorf dinastia dei Brunonidi († 1052) | Ida d'Elstorf dinastia dei Brunonidi († 1052) | Ida d'Elstorf dinastia dei Brunonidi († 1052)                                                             | Ida d'Elstorf dinastia dei Brunonidi († 1052)                                                             | | | Ermengarda di Stade badessa di Alsleben                                                                   | Ermengarda di Stade badessa di Alsleben                                                                   | Ermengarda di Stade badessa di Alsleben | Ermengarda di Stade badessa di Alsleben | Ermengarda di Stade badessa di Alsleben    | Ermengarda di Stade badessa di Alsleben    |                                            |                                            | Berta di Stade badessa di Alsleben         | Berta di Stade badessa di Alsleben         | Berta di Stade badessa di Alsleben | Berta di Stade badessa di Alsleben | Berta di Stade badessa di Alsleben                                                  | Berta di Stade badessa di Alsleben                                                  |                                                                                     |                                                                                     | Teodorico vescovo di Münster († 1022)                                               | Teodorico vescovo di Münster († 1022)                                               | Teodorico vescovo di Münster († 1022)     | Teodorico vescovo di Münster († 1022)     | Teodorico vescovo di Münster († 1022)                           | Teodorico vescovo di Münster († 1022)                           |                                                                 |                                                                 |                                                                 |                                                                 | Conti di Walbeck                                           | Conti di Walbeck                                           | Conti di Walbeck                                | Conti di Walbeck                                | Conti di Walbeck                                                                        | Conti di Walbeck                                                                        |                                                                                         |                                                                                         |                                                                                         |                                                                                         |              |              |                                       |                                       |                                       |                                       | Billunghi                                                        | Billunghi                                                        | Billunghi                                                        | Billunghi                                                        | Billunghi                                                        | Billunghi                                                        |                                                             |                                                             |                                                             |                                                             |
|                                                                     |                                                                     |                                                                     |                                                                     |                                                                     |                                                                     |                                            |                                            |                                                              |                                                              |                                                              |                                                              |                                                              |                                                              |                                          |                                          |                                                                  |                                                                  |                                                                  |                                                                  |                                                                  |                                                                  |                       |                       |                                                             |                                                             |                                                             |                                                             |                                                             |                                                             |                                             |                                             |                                                                          |                                                                          |                                                                          |                                                                          |                                                                          |                                                                          |                                                                  |                                                                  |                                                                  |                                                                  |                                                              |                                                              |                                                              |                                                              |                                               |                                               | | | | | | |                                         |                                         |                                            |                                            |                                            |                                            |                                            |                                            |                                    |                                    |                                                                                     |                                                                                     |                                                                                     |                                                                                     |                                                                                     |                                                                                     |                                           |                                           |                                                                 |                                                                 |                                                                 |                                                                 |                                                                 |                                                                 |                                                            |                                                            |                                                 |                                                 |                                                                                         |                                                                                         |                                                                                         |                                                                                         |                                                                                         |                                                                                         |              |              |                                       |                                       |                                       |                                       |                                                                  |                                                                  |                                                                  |                                                                  |                                                                  |                                                                  |                                                             |                                                             |                                                             |                                                             |
|                                                                     |                                                                     |                                                                     |                                                                     |                                                                     |                                                                     |                                            |                                            |                                                              |                                                              |                                                              |                                                              |                                                              |                                                              |                                          |                                          |                                                                  |                                                                  |                                                                  |                                                                  |                                                                  |                                                                  |                       |                       |                                                             |                                                             |                                                             |                                                             |                                                             |                                                             |                                             |                                             |                                                                          |                                                                          |                                                                          |                                                                          |                                                                          |                                                                          |                                                                  |                                                                  |                                                                  |                                                                  |                                                              |                                                              |                                                              |                                                              |                                               |                                               | | | | | | |                                         |                                         |                                            |                                            |                                            |                                            |                                            |                                            |                                    |                                    |                                                                                     |                                                                                     |                                                                                     |                                                                                     |                                                                                     |                                                                                     |                                           |                                           |                                                                 |                                                                 |                                                                 |                                                                 |                                                                 |                                                                 |                                                            |                                                            |                                                 |                                                 |                                                                                         |                                                                                         |                                                                                         |                                                                                         |                                                                                         |                                                                                         |              |              |                                       |                                       |                                       |                                       |                                                                  |                                                                  |                                                                  |                                                                  |                                                                  |                                                                  |                                                             |                                                             |                                                             |                                                             |
|                                                                     |                                                                     |                                                                     |                                                                     |                                                                     |                                                                     |                                            |                                            |                                                              |                                                              |                                                              |                                                              |                                                              |                                                              |                                          |                                          |                                                                  |                                                                  |                                                                  |                                                                  |                                                                  |                                                                  |                       |                       | Oda di Werl                                                 | Oda di Werl                                                 | Oda di Werl                                                 | Oda di Werl                                                 | Oda di Werl                                                 | Oda di Werl                                                 |                                             |                                             | Lotario Udo II margravio della marca del Nord († 1082)                   | Lotario Udo II margravio della marca del Nord († 1082)                   | Lotario Udo II margravio della marca del Nord († 1082)                   | Lotario Udo II margravio della marca del Nord († 1082)                   | Lotario Udo II margravio della marca del Nord († 1082)                   | Lotario Udo II margravio della marca del Nord († 1082)                   |                                                                  |                                                                  | Egberto                                                          | Egberto                                                          | Egberto                                                      | Egberto                                                      | Egberto                                                      | Egberto                                                      |                                               |                                               | | | | | | |                                         |                                         |                                            |                                            |                                            |                                            |                                            |                                            |                                    |                                    |                                                                                     |                                                                                     |                                                                                     |                                                                                     |                                                                                     |                                                                                     |                                           |                                           |                                                                 |                                                                 |                                                                 |                                                                 |                                                                 |                                                                 |                                                            |                                                            |                                                 |                                                 |                                                                                         |                                                                                         |                                                                                         |                                                                                         | Oda di Stade                                                                            | Oda di Stade                                                                            | Oda di Stade | Oda di Stade | Oda di Stade                          | Oda di Stade                          |                                       |                                       | Svjatoslav II di Kiev gran principe di Kiev († 27 dicembre 1076) | Svjatoslav II di Kiev gran principe di Kiev († 27 dicembre 1076) | Svjatoslav II di Kiev gran principe di Kiev († 27 dicembre 1076) | Svjatoslav II di Kiev gran principe di Kiev († 27 dicembre 1076) | Svjatoslav II di Kiev gran principe di Kiev († 27 dicembre 1076) | Svjatoslav II di Kiev gran principe di Kiev († 27 dicembre 1076) |                                                             |                                                             |                                                             |                                                             |
|                                                                     |                                                                     |                                                                     |                                                                     |                                                                     |                                                                     |                                            |                                            |                                                              |                                                              |                                                              |                                                              |                                                              |                                                              |                                          |                                          |                                                                  |                                                                  |                                                                  |                                                                  |                                                                  |                                                                  |                       |                       | Oda di Werl                                                 | Oda di Werl                                                 | Oda di Werl                                                 | Oda di Werl                                                 | Oda di Werl                                                 | Oda di Werl                                                 |                                             |                                             | Lotario Udo II margravio della marca del Nord († 1082)                   | Lotario Udo II margravio della marca del Nord († 1082)                   | Lotario Udo II margravio della marca del Nord († 1082)                   | Lotario Udo II margravio della marca del Nord († 1082)                   | Lotario Udo II margravio della marca del Nord († 1082)                   | Lotario Udo II margravio della marca del Nord († 1082)                   |                                                                  |                                                                  | Egberto                                                          | Egberto                                                          | Egberto                                                      | Egberto                                                      | Egberto                                                      | Egberto                                                      |                                               |                                               | | | | | | |                                         |                                         |                                            |                                            |                                            |                                            |                                            |                                            |                                    |                                    |                                                                                     |                                                                                     |                                                                                     |                                                                                     |                                                                                     |                                                                                     |                                           |                                           |                                                                 |                                                                 |                                                                 |                                                                 |                                                                 |                                                                 |                                                            |                                                            |                                                 |                                                 |                                                                                         |                                                                                         |                                                                                         |                                                                                         | Oda di Stade                                                                            | Oda di Stade                                                                            | Oda di Stade | Oda di Stade | Oda di Stade                          | Oda di Stade                          |                                       |                                       | Svjatoslav II di Kiev gran principe di Kiev († 27 dicembre 1076) | Svjatoslav II di Kiev gran principe di Kiev († 27 dicembre 1076) | Svjatoslav II di Kiev gran principe di Kiev († 27 dicembre 1076) | Svjatoslav II di Kiev gran principe di Kiev († 27 dicembre 1076) | Svjatoslav II di Kiev gran principe di Kiev († 27 dicembre 1076) | Svjatoslav II di Kiev gran principe di Kiev († 27 dicembre 1076) |                                                             |                                                             |                                                             |                                                             |
|                                                                     |                                                                     |                                                                     |                                                                     |                                                                     |                                                                     |                                            |                                            |                                                              |                                                              |                                                              |                                                              |                                                              |                                                              |                                          |                                          |                                                                  |                                                                  |                                                                  |                                                                  |                                                                  |                                                                  |                       |                       |                                                             |                                                             |                                                             |                                                             |                                                             |                                                             |                                             |                                             |                                                                          |                                                                          |                                                                          |                                                                          |                                                                          |                                                                          |                                                                  |                                                                  |                                                                  |                                                                  |                                                              |                                                              |                                                              |                                                              |                                               |                                               | | | | | | |                                         |                                         |                                            |                                            |                                            |                                            |                                            |                                            |                                    |                                    |                                                                                     |                                                                                     |                                                                                     |                                                                                     |                                                                                     |                                                                                     |                                           |                                           |                                                                 |                                                                 |                                                                 |                                                                 |                                                                 |                                                                 |                                                            |                                                            |                                                 |                                                 |                                                                                         |                                                                                         |                                                                                         |                                                                                         |                                                                                         |                                                                                         |              |              |                                       |                                       |                                       |                                       |                                                                  |                                                                  |                                                                  |                                                                  |                                                                  |                                                                  |                                                             |                                                             |                                                             |                                                             |
|                                                                     |                                                                     |                                                                     |                                                                     |                                                                     |                                                                     |                                            |                                            |                                                              |                                                              |                                                              |                                                              |                                                              |                                                              |                                          |                                          |                                                                  |                                                                  |                                                                  |                                                                  |                                                                  |                                                                  |                       |                       |                                                             |                                                             |                                                             |                                                             |                                                             |                                                             |                                             |                                             |                                                                          |                                                                          |                                                                          |                                                                          |                                                                          |                                                                          |                                                                  |                                                                  |                                                                  |                                                                  |                                                              |                                                              |                                                              |                                                              |                                               |                                               | | | | | | |                                         |                                         |                                            |                                            |                                            |                                            |                                            |                                            |                                    |                                    |                                                                                     |                                                                                     |                                                                                     |                                                                                     |                                                                                     |                                                                                     |                                           |                                           |                                                                 |                                                                 |                                                                 |                                                                 |                                                                 |                                                                 |                                                            |                                                            |                                                 |                                                 |                                                                                         |                                                                                         |                                                                                         |                                                                                         |                                                                                         |                                                                                         |              |              |                                       |                                       |                                       |                                       |                                                                  |                                                                  |                                                                  |                                                                  |                                                                  |                                                                  |                                                             |                                                             |                                                             |                                                             |
| Enrico I il Lungo margravio della marca del Nord († 27 giugno 1087) | Enrico I il Lungo margravio della marca del Nord († 27 giugno 1087) | Enrico I il Lungo margravio della marca del Nord († 27 giugno 1087) | Enrico I il Lungo margravio della marca del Nord († 27 giugno 1087) | Enrico I il Lungo margravio della marca del Nord († 27 giugno 1087) | Enrico I il Lungo margravio della marca del Nord († 27 giugno 1087) |                                            |                                            | Adelaide di Kiev († 20 luglio 1109)                          | Adelaide di Kiev († 20 luglio 1109)                          | Adelaide di Kiev († 20 luglio 1109)                          | Adelaide di Kiev († 20 luglio 1109)                          | Adelaide di Kiev († 20 luglio 1109)                          | Adelaide di Kiev († 20 luglio 1109)                          |                                          |                                          | Lotario Udo III margravio della marca del Nord († 2 giugno 1106) | Lotario Udo III margravio della marca del Nord († 2 giugno 1106) | Lotario Udo III margravio della marca del Nord († 2 giugno 1106) | Lotario Udo III margravio della marca del Nord († 2 giugno 1106) | Lotario Udo III margravio della marca del Nord († 2 giugno 1106) | Lotario Udo III margravio della marca del Nord († 2 giugno 1106) |                       |                       | Ermengarda                                                  | Ermengarda                                                  | Ermengarda                                                  | Ermengarda                                                  | Ermengarda                                                  | Ermengarda                                                  |                                             |                                             | Sigfrido rettore a Magdeburgo († 1111 circa)                             | Sigfrido rettore a Magdeburgo († 1111 circa)                             | Sigfrido rettore a Magdeburgo († 1111 circa)                             | Sigfrido rettore a Magdeburgo († 1111 circa)                             | Sigfrido rettore a Magdeburgo († 1111 circa)                             | Sigfrido rettore a Magdeburgo († 1111 circa)                             |                                                                  |                                                                  | Rodolfo I margravio della marca del Nord († 7 dicembre 1124)     | Rodolfo I margravio della marca del Nord († 7 dicembre 1124)     | Rodolfo I margravio della marca del Nord († 7 dicembre 1124) | Rodolfo I margravio della marca del Nord († 7 dicembre 1124) | Rodolfo I margravio della marca del Nord († 7 dicembre 1124) | Rodolfo I margravio della marca del Nord († 7 dicembre 1124) |                                               |                                               | Riccarda                                                                                                  | Riccarda                                                                                                  | Riccarda                                                                                                  | Riccarda                                                                                                  | Riccarda                                                                                                  | Riccarda                                                                                                  |                                         |                                         | Federico III di Goseck († 5 febbraio 1085) | Federico III di Goseck († 5 febbraio 1085) | Federico III di Goseck († 5 febbraio 1085) | Federico III di Goseck († 5 febbraio 1085) | Federico III di Goseck († 5 febbraio 1085) | Federico III di Goseck († 5 febbraio 1085) |                                    |                                    | Adelaide († 18 ottobre 1110)                                                        | Adelaide († 18 ottobre 1110)                                                        | Adelaide († 18 ottobre 1110)                                                        | Adelaide († 18 ottobre 1110)                                                        | Adelaide († 18 ottobre 1110)                                                        | Adelaide († 18 ottobre 1110)                                                        |                                           |                                           | Luigi il Saltatore († 1123)                                     | Luigi il Saltatore († 1123)                                     | Luigi il Saltatore († 1123)                                     | Luigi il Saltatore († 1123)                                     | Luigi il Saltatore († 1123)                                     | Luigi il Saltatore († 1123)                                     |                                                            |                                                            | Figlia dal nome sconosciuto badessa di Alsleben | Figlia dal nome sconosciuto badessa di Alsleben | Figlia dal nome sconosciuto badessa di Alsleben                                         | Figlia dal nome sconosciuto badessa di Alsleben                                         | Figlia dal nome sconosciuto badessa di Alsleben                                         | Figlia dal nome sconosciuto badessa di Alsleben                                         |                                                                                         |                                                                                         |              |              | Rjurikidi                             | Rjurikidi                             | Rjurikidi                             | Rjurikidi                             | Rjurikidi                                                        | Rjurikidi                                                        |                                                                  |                                                                  |                                                                  |                                                                  |                                                             |                                                             |                                                             |                                                             |
| Enrico I il Lungo margravio della marca del Nord († 27 giugno 1087) | Enrico I il Lungo margravio della marca del Nord († 27 giugno 1087) | Enrico I il Lungo margravio della marca del Nord († 27 giugno 1087) | Enrico I il Lungo margravio della marca del Nord († 27 giugno 1087) | Enrico I il Lungo margravio della marca del Nord († 27 giugno 1087) | Enrico I il Lungo margravio della marca del Nord († 27 giugno 1087) |                                            |                                            | Adelaide di Kiev († 20 luglio 1109)                          | Adelaide di Kiev († 20 luglio 1109)                          | Adelaide di Kiev († 20 luglio 1109)                          | Adelaide di Kiev († 20 luglio 1109)                          | Adelaide di Kiev († 20 luglio 1109)                          | Adelaide di Kiev († 20 luglio 1109)                          |                                          |                                          | Lotario Udo III margravio della marca del Nord († 2 giugno 1106) | Lotario Udo III margravio della marca del Nord († 2 giugno 1106) | Lotario Udo III margravio della marca del Nord († 2 giugno 1106) | Lotario Udo III margravio della marca del Nord († 2 giugno 1106) | Lotario Udo III margravio della marca del Nord († 2 giugno 1106) | Lotario Udo III margravio della marca del Nord († 2 giugno 1106) |                       |                       | Ermengarda                                                  | Ermengarda                                                  | Ermengarda                                                  | Ermengarda                                                  | Ermengarda                                                  | Ermengarda                                                  |                                             |                                             | Sigfrido rettore a Magdeburgo († 1111 circa)                             | Sigfrido rettore a Magdeburgo († 1111 circa)                             | Sigfrido rettore a Magdeburgo († 1111 circa)                             | Sigfrido rettore a Magdeburgo († 1111 circa)                             | Sigfrido rettore a Magdeburgo († 1111 circa)                             | Sigfrido rettore a Magdeburgo († 1111 circa)                             |                                                                  |                                                                  | Rodolfo I margravio della marca del Nord († 7 dicembre 1124)     | Rodolfo I margravio della marca del Nord († 7 dicembre 1124)     | Rodolfo I margravio della marca del Nord († 7 dicembre 1124) | Rodolfo I margravio della marca del Nord († 7 dicembre 1124) | Rodolfo I margravio della marca del Nord († 7 dicembre 1124) | Rodolfo I margravio della marca del Nord († 7 dicembre 1124) |                                               |                                               | Riccarda                                                                                                  | Riccarda                                                                                                  | Riccarda                                                                                                  | Riccarda                                                                                                  | Riccarda                                                                                                  | Riccarda                                                                                                  |                                         |                                         | Federico III di Goseck († 5 febbraio 1085) | Federico III di Goseck († 5 febbraio 1085) | Federico III di Goseck († 5 febbraio 1085) | Federico III di Goseck († 5 febbraio 1085) | Federico III di Goseck († 5 febbraio 1085) | Federico III di Goseck († 5 febbraio 1085) |                                    |                                    | Adelaide († 18 ottobre 1110)                                                        | Adelaide († 18 ottobre 1110)                                                        | Adelaide († 18 ottobre 1110)                                                        | Adelaide († 18 ottobre 1110)                                                        | Adelaide († 18 ottobre 1110)                                                        | Adelaide († 18 ottobre 1110)                                                        |                                           |                                           | Luigi il Saltatore († 1123)                                     | Luigi il Saltatore († 1123)                                     | Luigi il Saltatore († 1123)                                     | Luigi il Saltatore († 1123)                                     | Luigi il Saltatore († 1123)                                     | Luigi il Saltatore († 1123)                                     |                                                            |                                                            | Figlia dal nome sconosciuto badessa di Alsleben | Figlia dal nome sconosciuto badessa di Alsleben | Figlia dal nome sconosciuto badessa di Alsleben                                         | Figlia dal nome sconosciuto badessa di Alsleben                                         | Figlia dal nome sconosciuto badessa di Alsleben                                         | Figlia dal nome sconosciuto badessa di Alsleben                                         |                                                                                         |                                                                                         |              |              | Rjurikidi                             | Rjurikidi                             | Rjurikidi                             | Rjurikidi                             | Rjurikidi                                                        | Rjurikidi                                                        |                                                                  |                                                                  |                                                                  |                                                                  |                                                             |                                                             |                                                             |                                                             |
|                                                                     |                                                                     |                                                                     |                                                                     |                                                                     |                                                                     |                                            |                                            |                                                              |                                                              |                                                              |                                                              |                                                              |                                                              |                                          |                                          |                                                                  |                                                                  |                                                                  |                                                                  |                                                                  |                                                                  |                       |                       |                                                             |                                                             |                                                             |                                                             |                                                             |                                                             |                                             |                                             |                                                                          |                                                                          |                                                                          |                                                                          |                                                                          |                                                                          |                                                                  |                                                                  |                                                                  |                                                                  |                                                              |                                                              |                                                              |                                                              |                                               |                                               | | | | | | |                                         |                                         |                                            |                                            |                                            |                                            |                                            |                                            |                                    |                                    |                                                                                     |                                                                                     |                                                                                     |                                                                                     |                                                                                     |                                                                                     |                                           |                                           |                                                                 |                                                                 |                                                                 |                                                                 |                                                                 |                                                                 |                                                            |                                                            |                                                 |                                                 |                                                                                         |                                                                                         |                                                                                         |                                                                                         |                                                                                         |                                                                                         |              |              |                                       |                                       |                                       |                                       |                                                                  |                                                                  |                                                                  |                                                                  |                                                                  |                                                                  |                                                             |                                                             |                                                             |                                                             |
|                                                                     |                                                                     |                                                                     |                                                                     |                                                                     |                                                                     |                                            |                                            |                                                              |                                                              |                                                              |                                                              |                                                              |                                                              |                                          |                                          |                                                                  |                                                                  |                                                                  |                                                                  |                                                                  |                                                                  |                       |                       |                                                             |                                                             |                                                             |                                                             |                                                             |                                                             |                                             |                                             |                                                                          |                                                                          |                                                                          |                                                                          |                                                                          |                                                                          |                                                                  |                                                                  |                                                                  |                                                                  |                                                              |                                                              |                                                              |                                                              |                                               |                                               | | | | | | |                                         |                                         |                                            |                                            |                                            |                                            |                                            |                                            |                                    |                                    |                                                                                     |                                                                                     |                                                                                     |                                                                                     |                                                                                     |                                                                                     |                                           |                                           |                                                                 |                                                                 |                                                                 |                                                                 |                                                                 |                                                                 |                                                            |                                                            |                                                 |                                                 |                                                                                         |                                                                                         |                                                                                         |                                                                                         |                                                                                         |                                                                                         |              |              |                                       |                                       |                                       |                                       |                                                                  |                                                                  |                                                                  |                                                                  |                                                                  |                                                                  |                                                             |                                                             |                                                             |                                                             |
| Adelaide di Ballenstedt                                             | Adelaide di Ballenstedt                                             | Adelaide di Ballenstedt                                             | Adelaide di Ballenstedt                                             | Adelaide di Ballenstedt                                             | Adelaide di Ballenstedt                                             |                                            |                                            | Enrico II margravio della marca del Nord († 4 dicembre 1128) | Enrico II margravio della marca del Nord († 4 dicembre 1128) | Enrico II margravio della marca del Nord († 4 dicembre 1128) | Enrico II margravio della marca del Nord († 4 dicembre 1128) | Enrico II margravio della marca del Nord († 4 dicembre 1128) | Enrico II margravio della marca del Nord († 4 dicembre 1128) |                                          |                                          | figlia dal nome sconosciuto                                      | figlia dal nome sconosciuto                                      | figlia dal nome sconosciuto                                      | figlia dal nome sconosciuto                                      | figlia dal nome sconosciuto                                      | figlia dal nome sconosciuto                                      |                       |                       | Ermengarda di Stade                                         | Ermengarda di Stade                                         | Ermengarda di Stade                                         | Ermengarda di Stade                                         | Ermengarda di Stade                                         | Ermengarda di Stade                                         |                                             |                                             | Poppo IV conte di Henneberg                                              | Poppo IV conte di Henneberg                                              | Poppo IV conte di Henneberg                                              | Poppo IV conte di Henneberg                                              | Poppo IV conte di Henneberg                                              | Poppo IV conte di Henneberg                                              |                                                                  |                                                                  | Adelaide                                                         | Adelaide                                                         | Adelaide                                                     | Adelaide                                                     | Adelaide                                                     | Adelaide                                                     |                                               |                                               | Enrico II della Marca Orientale sassone margravio della marca orientale sassone dinastia Wettin († 1123)  | Enrico II della Marca Orientale sassone margravio della marca orientale sassone dinastia Wettin († 1123)  | Enrico II della Marca Orientale sassone margravio della marca orientale sassone dinastia Wettin († 1123)  | Enrico II della Marca Orientale sassone margravio della marca orientale sassone dinastia Wettin († 1123)  | Enrico II della Marca Orientale sassone margravio della marca orientale sassone dinastia Wettin († 1123)  | Enrico II della Marca Orientale sassone margravio della marca orientale sassone dinastia Wettin († 1123)  |                                         |                                         |                                            |                                            |                                            |                                            |                                            |                                            |                                    |                                    |                                                                                     |                                                                                     |                                                                                     |                                                                                     | Ludovingi                                                                           | Ludovingi                                                                           | Ludovingi                                 | Ludovingi                                 | Ludovingi                                                       | Ludovingi                                                       |                                                                 |                                                                 |                                                                 |                                                                 |                                                            |                                                            |                                                 |                                                 |                                                                                         |                                                                                         |                                                                                         |                                                                                         |                                                                                         |                                                                                         |              |              |                                       |                                       |                                       |                                       |                                                                  |                                                                  |                                                                  |                                                                  |                                                                  |                                                                  |                                                             |                                                             |                                                             |                                                             |
| Adelaide di Ballenstedt                                             | Adelaide di Ballenstedt                                             | Adelaide di Ballenstedt                                             | Adelaide di Ballenstedt                                             | Adelaide di Ballenstedt                                             | Adelaide di Ballenstedt                                             |                                            |                                            | Enrico II margravio della marca del Nord († 4 dicembre 1128) | Enrico II margravio della marca del Nord († 4 dicembre 1128) | Enrico II margravio della marca del Nord († 4 dicembre 1128) | Enrico II margravio della marca del Nord († 4 dicembre 1128) | Enrico II margravio della marca del Nord († 4 dicembre 1128) | Enrico II margravio della marca del Nord († 4 dicembre 1128) |                                          |                                          | figlia dal nome sconosciuto                                      | figlia dal nome sconosciuto                                      | figlia dal nome sconosciuto                                      | figlia dal nome sconosciuto                                      | figlia dal nome sconosciuto                                      | figlia dal nome sconosciuto                                      |                       |                       | Ermengarda di Stade                                         | Ermengarda di Stade                                         | Ermengarda di Stade                                         | Ermengarda di Stade                                         | Ermengarda di Stade                                         | Ermengarda di Stade                                         |                                             |                                             | Poppo IV conte di Henneberg                                              | Poppo IV conte di Henneberg                                              | Poppo IV conte di Henneberg                                              | Poppo IV conte di Henneberg                                              | Poppo IV conte di Henneberg                                              | Poppo IV conte di Henneberg                                              |                                                                  |                                                                  | Adelaide                                                         | Adelaide                                                         | Adelaide                                                     | Adelaide                                                     | Adelaide                                                     | Adelaide                                                     |                                               |                                               | Enrico II della Marca Orientale sassone margravio della marca orientale sassone dinastia Wettin († 1123)  | Enrico II della Marca Orientale sassone margravio della marca orientale sassone dinastia Wettin († 1123)  | Enrico II della Marca Orientale sassone margravio della marca orientale sassone dinastia Wettin († 1123)  | Enrico II della Marca Orientale sassone margravio della marca orientale sassone dinastia Wettin († 1123)  | Enrico II della Marca Orientale sassone margravio della marca orientale sassone dinastia Wettin († 1123)  | Enrico II della Marca Orientale sassone margravio della marca orientale sassone dinastia Wettin († 1123)  |                                         |                                         |                                            |                                            |                                            |                                            |                                            |                                            |                                    |                                    |                                                                                     |                                                                                     |                                                                                     |                                                                                     | Ludovingi                                                                           | Ludovingi                                                                           | Ludovingi                                 | Ludovingi                                 | Ludovingi                                                       | Ludovingi                                                       |                                                                 |                                                                 |                                                                 |                                                                 |                                                            |                                                            |                                                 |                                                 |                                                                                         |                                                                                         |                                                                                         |                                                                                         |                                                                                         |                                                                                         |              |              |                                       |                                       |                                       |                                       |                                                                  |                                                                  |                                                                  |                                                                  |                                                                  |                                                                  |                                                             |                                                             |                                                             |                                                             |
|                                                                     |                                                                     |                                                                     |                                                                     |                                                                     |                                                                     |                                            |                                            |                                                              |                                                              |                                                              |                                                              |                                                              |                                                              |                                          |                                          |                                                                  |                                                                  |                                                                  |                                                                  |                                                                  |                                                                  |                       |                       |                                                             |                                                             |                                                             |                                                             |                                                             |                                                             |                                             |                                             |                                                                          |                                                                          |                                                                          |                                                                          |                                                                          |                                                                          |                                                                  |                                                                  |                                                                  |                                                                  |                                                              |                                                              |                                                              |                                                              |                                               |                                               | | | | | | |                                         |                                         |                                            |                                            |                                            |                                            |                                            |                                            |                                    |                                    |                                                                                     |                                                                                     |                                                                                     |                                                                                     |                                                                                     |                                                                                     |                                           |                                           |                                                                 |                                                                 |                                                                 |                                                                 |                                                                 |                                                                 |                                                            |                                                            |                                                 |                                                 |                                                                                         |                                                                                         |                                                                                         |                                                                                         |                                                                                         |                                                                                         |              |              |                                       |                                       |                                       |                                       |                                                                  |                                                                  |                                                                  |                                                                  |                                                                  |                                                                  |                                                             |                                                             |                                                             |                                                             |
|                                                                     |                                                                     |                                                                     |                                                                     |                                                                     |                                                                     |                                            |                                            |                                                              |                                                              |                                                              |                                                              |                                                              |                                                              |                                          |                                          |                                                                  |                                                                  |                                                                  |                                                                  |                                                                  |                                                                  |                       |                       |                                                             |                                                             |                                                             |                                                             |                                                             |                                                             |                                             |                                             |                                                                          |                                                                          |                                                                          |                                                                          |                                                                          |                                                                          |                                                                  |                                                                  |                                                                  |                                                                  |                                                              |                                                              |                                                              |                                                              |                                               |                                               | | | | | | |                                         |                                         |                                            |                                            |                                            |                                            |                                            |                                            |                                    |                                    |                                                                                     |                                                                                     |                                                                                     |                                                                                     |                                                                                     |                                                                                     |                                           |                                           |                                                                 |                                                                 |                                                                 |                                                                 |                                                                 |                                                                 |                                                            |                                                            |                                                 |                                                 |                                                                                         |                                                                                         |                                                                                         |                                                                                         |                                                                                         |                                                                                         |              |              |                                       |                                       |                                       |                                       |                                                                  |                                                                  |                                                                  |                                                                  |                                                                  |                                                                  |                                                             |                                                             |                                                             |                                                             |
|                                                                     |                                                                     |                                                                     |                                                                     |                                                                     |                                                                     |                                            |                                            |                                                              |                                                              |                                                              |                                                              |                                                              |                                                              |                                          |                                          |                                                                  |                                                                  |                                                                  |                                                                  |                                                                  |                                                                  |                       |                       |                                                             |                                                             |                                                             |                                                             |                                                             |                                                             |                                             |                                             |                                                                          |                                                                          |                                                                          |                                                                          |                                                                          |                                                                          |                                                                  |                                                                  |                                                                  |                                                                  |                                                              |                                                              |                                                              |                                                              |                                               |                                               | | | | | | |                                         |                                         |                                            |                                            |                                            |                                            |                                            |                                            |                                    |                                    |                                                                                     |                                                                                     |                                                                                     |                                                                                     |                                                                                     |                                                                                     |                                           |                                           |                                                                 |                                                                 |                                                                 |                                                                 |                                                                 |                                                                 |                                                            |                                                            |                                                 |                                                 |                                                                                         |                                                                                         |                                                                                         |                                                                                         |                                                                                         |                                                                                         |              |              |                                       |                                       |                                       |                                       |                                                                  |                                                                  |                                                                  |                                                                  |                                                                  |                                                                  |                                                             |                                                             |                                                             |                                                             |
|                                                                     |                                                                     |                                                                     |                                                                     |                                                                     |                                                                     |                                            |                                            | Udo IV margravio della marca del Nord (†15 febbraio 1130     | Udo IV margravio della marca del Nord (†15 febbraio 1130     | Udo IV margravio della marca del Nord (†15 febbraio 1130     | Udo IV margravio della marca del Nord (†15 febbraio 1130     | Udo IV margravio della marca del Nord (†15 febbraio 1130     | Udo IV margravio della marca del Nord (†15 febbraio 1130     |                                          |                                          | Matilde                                                          | Matilde                                                          | Matilde                                                          | Matilde                                                          | Matilde                                                          | Matilde                                                          |                       |                       | Rodolfo II margravio della marca del Nord († 14 marzo 1144) | Rodolfo II margravio della marca del Nord († 14 marzo 1144) | Rodolfo II margravio della marca del Nord († 14 marzo 1144) | Rodolfo II margravio della marca del Nord († 14 marzo 1144) | Rodolfo II margravio della marca del Nord († 14 marzo 1144) | Rodolfo II margravio della marca del Nord († 14 marzo 1144) |                                             |                                             | Arduico di Stade conte di Stade arcivescovo di Brema († 18 ottobre 1168) | Arduico di Stade conte di Stade arcivescovo di Brema († 18 ottobre 1168) | Arduico di Stade conte di Stade arcivescovo di Brema († 18 ottobre 1168) | Arduico di Stade conte di Stade arcivescovo di Brema († 18 ottobre 1168) | Arduico di Stade conte di Stade arcivescovo di Brema († 18 ottobre 1168) | Arduico di Stade conte di Stade arcivescovo di Brema († 18 ottobre 1168) |                                                                  |                                                                  | Riccarda di Stade badessa                                        | Riccarda di Stade badessa                                        | Riccarda di Stade badessa                                    | Riccarda di Stade badessa                                    | Riccarda di Stade badessa                                    | Riccarda di Stade badessa                                    |                                               |                                               | Federico VI di Goseck conte di Sommerschenburg conte palatino di Sassonia († 19 maggio 1162) primo marito | Federico VI di Goseck conte di Sommerschenburg conte palatino di Sassonia († 19 maggio 1162) primo marito | Federico VI di Goseck conte di Sommerschenburg conte palatino di Sassonia († 19 maggio 1162) primo marito | Federico VI di Goseck conte di Sommerschenburg conte palatino di Sassonia († 19 maggio 1162) primo marito | Federico VI di Goseck conte di Sommerschenburg conte palatino di Sassonia († 19 maggio 1162) primo marito | Federico VI di Goseck conte di Sommerschenburg conte palatino di Sassonia († 19 maggio 1162) primo marito |                                         |                                         | Liutgarda di Salzwedel († 1152)            | Liutgarda di Salzwedel († 1152)            | Liutgarda di Salzwedel († 1152)            | Liutgarda di Salzwedel († 1152)            | Liutgarda di Salzwedel († 1152)            | Liutgarda di Salzwedel († 1152)            |                                    |                                    | Eric III re di Danimarca dinastia degli Estridsen († 27 agosto 1146) secondo marito | Eric III re di Danimarca dinastia degli Estridsen († 27 agosto 1146) secondo marito | Eric III re di Danimarca dinastia degli Estridsen († 27 agosto 1146) secondo marito | Eric III re di Danimarca dinastia degli Estridsen († 27 agosto 1146) secondo marito | Eric III re di Danimarca dinastia degli Estridsen († 27 agosto 1146) secondo marito | Eric III re di Danimarca dinastia degli Estridsen († 27 agosto 1146) secondo marito |                                           |                                           | Ermanno II conte di Winzenburg († 29 gennaio 1152) terzo marito | Ermanno II conte di Winzenburg († 29 gennaio 1152) terzo marito | Ermanno II conte di Winzenburg († 29 gennaio 1152) terzo marito | Ermanno II conte di Winzenburg († 29 gennaio 1152) terzo marito | Ermanno II conte di Winzenburg († 29 gennaio 1152) terzo marito | Ermanno II conte di Winzenburg († 29 gennaio 1152) terzo marito |                                                            |                                                            |                                                 |                                                 |                                                                                         |                                                                                         |                                                                                         |                                                                                         |                                                                                         |                                                                                         |              |              |                                       |                                       |                                       |                                       |                                                                  |                                                                  |                                                                  |                                                                  |                                                                  |                                                                  |                                                             |                                                             |                                                             |                                                             |
|                                                                     |                                                                     |                                                                     |                                                                     |                                                                     |                                                                     |                                            |                                            | Udo IV margravio della marca del Nord (†15 febbraio 1130     | Udo IV margravio della marca del Nord (†15 febbraio 1130     | Udo IV margravio della marca del Nord (†15 febbraio 1130     | Udo IV margravio della marca del Nord (†15 febbraio 1130     | Udo IV margravio della marca del Nord (†15 febbraio 1130     | Udo IV margravio della marca del Nord (†15 febbraio 1130     |                                          |                                          | Matilde                                                          | Matilde                                                          | Matilde                                                          | Matilde                                                          | Matilde                                                          | Matilde                                                          |                       |                       | Rodolfo II margravio della marca del Nord († 14 marzo 1144) | Rodolfo II margravio della marca del Nord († 14 marzo 1144) | Rodolfo II margravio della marca del Nord († 14 marzo 1144) | Rodolfo II margravio della marca del Nord († 14 marzo 1144) | Rodolfo II margravio della marca del Nord († 14 marzo 1144) | Rodolfo II margravio della marca del Nord († 14 marzo 1144) |                                             |                                             | Arduico di Stade conte di Stade arcivescovo di Brema († 18 ottobre 1168) | Arduico di Stade conte di Stade arcivescovo di Brema († 18 ottobre 1168) | Arduico di Stade conte di Stade arcivescovo di Brema († 18 ottobre 1168) | Arduico di Stade conte di Stade arcivescovo di Brema († 18 ottobre 1168) | Arduico di Stade conte di Stade arcivescovo di Brema († 18 ottobre 1168) | Arduico di Stade conte di Stade arcivescovo di Brema († 18 ottobre 1168) |                                                                  |                                                                  | Riccarda di Stade badessa                                        | Riccarda di Stade badessa                                        | Riccarda di Stade badessa                                    | Riccarda di Stade badessa                                    | Riccarda di Stade badessa                                    | Riccarda di Stade badessa                                    |                                               |                                               | Federico VI di Goseck conte di Sommerschenburg conte palatino di Sassonia († 19 maggio 1162) primo marito | Federico VI di Goseck conte di Sommerschenburg conte palatino di Sassonia († 19 maggio 1162) primo marito | Federico VI di Goseck conte di Sommerschenburg conte palatino di Sassonia († 19 maggio 1162) primo marito | Federico VI di Goseck conte di Sommerschenburg conte palatino di Sassonia († 19 maggio 1162) primo marito | Federico VI di Goseck conte di Sommerschenburg conte palatino di Sassonia († 19 maggio 1162) primo marito | Federico VI di Goseck conte di Sommerschenburg conte palatino di Sassonia († 19 maggio 1162) primo marito |                                         |                                         | Liutgarda di Salzwedel († 1152)            | Liutgarda di Salzwedel († 1152)            | Liutgarda di Salzwedel († 1152)            | Liutgarda di Salzwedel († 1152)            | Liutgarda di Salzwedel († 1152)            | Liutgarda di Salzwedel († 1152)            |                                    |                                    | Eric III re di Danimarca dinastia degli Estridsen († 27 agosto 1146) secondo marito | Eric III re di Danimarca dinastia degli Estridsen († 27 agosto 1146) secondo marito | Eric III re di Danimarca dinastia degli Estridsen († 27 agosto 1146) secondo marito | Eric III re di Danimarca dinastia degli Estridsen († 27 agosto 1146) secondo marito | Eric III re di Danimarca dinastia degli Estridsen († 27 agosto 1146) secondo marito | Eric III re di Danimarca dinastia degli Estridsen († 27 agosto 1146) secondo marito |                                           |                                           | Ermanno II conte di Winzenburg († 29 gennaio 1152) terzo marito | Ermanno II conte di Winzenburg († 29 gennaio 1152) terzo marito | Ermanno II conte di Winzenburg († 29 gennaio 1152) terzo marito | Ermanno II conte di Winzenburg († 29 gennaio 1152) terzo marito | Ermanno II conte di Winzenburg († 29 gennaio 1152) terzo marito | Ermanno II conte di Winzenburg († 29 gennaio 1152) terzo marito |                                                            |                                                            |                                                 |                                                 |                                                                                         |                                                                                         |                                                                                         |                                                                                         |                                                                                         |                                                                                         |              |              |                                       |                                       |                                       |                                       |                                                                  |                                                                  |                                                                  |                                                                  |                                                                  |                                                                  |                                                             |                                                             |                                                             |                                                             |
|                                                                     |                                                                     |                                                                     |                                                                     |                                                                     |                                                                     |                                            |                                            |                                                              |                                                              |                                                              |                                                              |                                                              |                                                              |                                          |                                          |                                                                  |                                                                  |                                                                  |                                                                  |                                                                  |                                                                  |                       |                       |                                                             |                                                             |                                                             |                                                             |                                                             |                                                             |                                             |                                             |                                                                          |                                                                          |                                                                          |                                                                          |                                                                          |                                                                          |                                                                  |                                                                  |                                                                  |                                                                  |                                                              |                                                              |                                                              |                                                              |                                               |                                               | | | | | | |                                         |                                         |                                            |                                            |                                            |                                            |                                            |                                            |                                    |                                    |                                                                                     |                                                                                     |                                                                                     |                                                                                     |                                                                                     |                                                                                     |                                           |                                           |                                                                 |                                                                 |                                                                 |                                                                 |                                                                 |                                                                 |                                                            |                                                            |                                                 |                                                 |                                                                                         |                                                                                         |                                                                                         |                                                                                         |                                                                                         |                                                                                         |              |              |                                       |                                       |                                       |                                       |                                                                  |                                                                  |                                                                  |                                                                  |                                                                  |                                                                  |                                                             |                                                             |                                                             |                                                             |
|                                                                     |                                                                     |                                                                     |                                                                     |                                                                     |                                                                     |                                            |                                            |                                                              |                                                              |                                                              |                                                              |                                                              |                                                              |                                          |                                          |                                                                  |                                                                  |                                                                  |                                                                  |                                                                  |                                                                  |                       |                       |                                                             |                                                             |                                                             |                                                             |                                                             |                                                             |                                             |                                             |                                                                          |                                                                          |                                                                          |                                                                          |                                                                          |                                                                          |                                                                  |                                                                  |                                                                  |                                                                  |                                                              |                                                              |                                                              |                                                              |                                               |                                               | | | | | due figli maschi e due figlie femmine                                                                     | due figli maschi e due figlie femmine                                                                     | due figli maschi e due figlie femmine   | due figli maschi e due figlie femmine   | due figli maschi e due figlie femmine      | due figli maschi e due figlie femmine      |                                            |                                            |                                            |                                            |                                    |                                    |                                                                                     |                                                                                     |                                                                                     |                                                                                     | tre figlie                                                                          | tre figlie                                                                          | tre figlie                                | tre figlie                                | tre figlie                                                      | tre figlie                                                      |                                                                 |                                                                 |                                                                 |                                                                 |                                                            |                                                            |                                                 |                                                 |                                                                                         |                                                                                         |                                                                                         |                                                                                         |                                                                                         |                                                                                         |              |              |                                       |                                       |                                       |                                       |                                                                  |                                                                  |                                                                  |                                                                  |                                                                  |                                                                  |                                                             |                                                             |                                                             |                                                             |